# Chefs de demain
Pour plus de détails, voir Fiche technique et Distribution.
Chefs de demain est un documentaire français réalisé par René Clément, sorti en 1941. Ce film qui comporte un autre titre, On demande des hommes, n'a jamais été diffusé en salle.       

## Synopsis
Reportage sur une école formant de futurs cadres.

## Fiche technique
- Titre français : Chefs de demain
- Réalisation : René Clément
- Scénario : Julien du Breuil
- Photographie : Henri Alekan, Raymond Clunie
- Pays d'origine :  France
- Langue originale : français
- Format : noir et blanc — 35 mm — 1,37:1 — son Mono
- Genre : Documentaire
- Durée : 40 minutes
- Dates de sortie :  France : 1941

## Distribution
- Jean Daurand
- Michel Marsay
- Charles Moulin
- Georges Péclet